# Blang Bidok
Blang Bidok is een bestuurslaag in het regentschap Aceh Utara van de provincie Atjeh, Indonesië. Blang Bidok telt 679 inwoners (volkstelling 2010).